# 沙伊特
沙伊特是德国莱茵兰-普法尔茨州的一个市镇。总面积2.51平方公里，总人口299人，其中男性130人，女性169人（2011年12月31日），人口密度119人/平方公里。